# Dendrochilum anfractum
Dendrochilum anfractum är en orkidéart som först beskrevs av Oakes Ames, och fick sitt nu gällande namn av Ernst Hugo Heinrich Pfitzer. Dendrochilum anfractum ingår i släktet Dendrochilum och familjen orkidéer.

## Underarter
Arten delas in i följande underarter:
- D. a. anfractoides
- D. a. anfractum